# Fabio Mian
Fabio Mian (Gorizia, 7 febbraio 1992) è un cestista italiano.

## Carriera
Nel 2008 viene selezionato al Jordan Classic International Game, torneo giovanile organizzato da Michael Jordan, a cui, nel passato, hanno partecipato campioni come Tony Parker, Dirk Nowitzki e Andrea Bargnani.
Nel 2009 gioca la finale del Trofeo Barilà, vincendo il titolo di MVP.
Con la Cestistica Basket Udinese partecipa, nel 2008-09, alle Finali Nazionali Under 17 di Barletta, dove si mette in luce come uno dei migliori realizzatori della manifestazione, e al campionato di Serie C regionale.
Il 15 luglio 2009 firma un contratto di 5 anni con la Pallacanestro Varese.
Il 13 agosto 2011 viene ufficializzato il suo passaggio in prestito alla CUS Bari Pallacanestro.
Nella stagione 2012-13 passa nelle file della Fortitudo Agrigento, dove verrà riconfermato anche per la stagione 2013-2014 Con la squadra siciliana Mian vince il campionato di DNA Silver conquistando la promozione in A2 Gold.
Nel mese di febbraio viene convocato da Simone Pianigiani per un raduno con la nazionale maggiore. In estate viene convocato nella Nazionale Sperimentale.
Il 4 luglio 2014 firma in Serie A con la Vanoli Cremona e il 30 maggio 2016 rinnova il contratto per altri due anni.
Il 1º giugno 2016 figura tra i 17 convocati dal ct della Nazionale italiana, Ettore Messina, e prende parte al training camp di Folgaria (dal 6 al 15 giugno 2016) e alla Trentino Basket Cup (17 e 18 giugno 2016).
Nel luglio 2023 si accasa al Trapani Shark in A2 e centra la promozione in Serie A.
Il 26 luglio 2024, firma un contratto annuale, con la Fortitudo Bologna. Il 22 settembre nella vittoria della Supercoppa LNP, da parte della sua squadra, viene eletto MVP della competizione.

## Palmarès

### Competizioni nazionali
- Campione d'Italia Dilettanti: 1

Trapani Shark: 2023-24
- Supercoppa LNP: 2

Trapani Shark: 2023
Fortitudo Bologna: 2024

### Individuale
MVP Supercoppa LNP: 2024